# Cerámica Tohil Plomiza

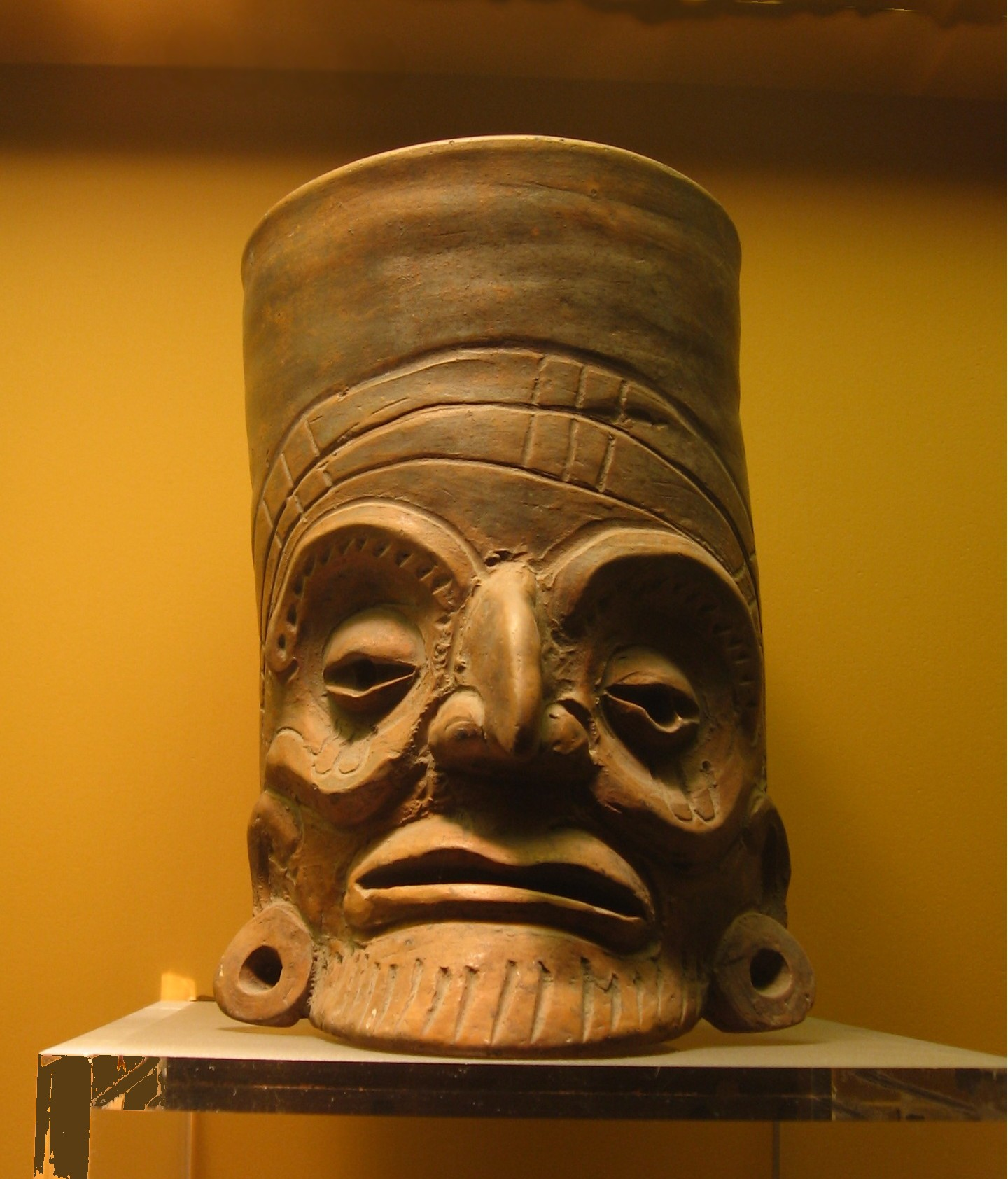
Vaso-efigie tipo Tohil plomizo.

La cerámica Tohil Plomiza —más conocida por su nombre en inglés, Tohil Plumbate— es un tipo de productos arqueológicos de alfarería producidos por los pueblos del sur de Chiapas y el occidente de Guatemala, de particular importancia en el Período Posclásico Temprano mesoamericano. 
Los productos Tohil Plomizo están relacionados con la cerámica San Juan Plomiza (en inglés San Juan Plumbate), también originaria del oeste de Guatemala. La característica principal del tipo Tohil es su decoración curvilínea. Las piezas de tipo Tohil suelen ser vasijas-efigie, miniaturas o artículos suntuarios. Se han encontrado restos de este tipo de artículos en las ruinas de la antigua capital tolteca de Tollan-Xicocotitlan (conocida popularmente como Tula), a más de mil kilómetros de distancia de la zona donde se produjeron; así como en otros sitios relacionados con la cultura tolteca, como Cihuatán (El Salvador) y Chichén Itzá (Yucatán).